# Point de couplage commun
Selon la définition de la Commission électrotechnique internationale (CEI), le point de couplage commun (PCC) est le point d'un réseau de distribution électriquement le plus proche d’une charge particulière, et auquel d’autres charges sont ou pourraient être raccordées.